# Témenos
Témenos (grego: τέμενος; plural: τεμένη, temenē) é um pedaço de terra cortado e atribuído como domínio oficial, especialmente a reis e chefes, ou um pedaço de terra demarcado de usos comuns e dedicado a um deus, como um santuário, bosque  ou recinto sagrado.
Um témenos encerrava um espaço sagrado chamado hieron. Geralmente era cercado por um muro, vala ou fileira de pedras. Todas as coisas dentro da área demarcada pertenciam ao deus designado. Os gregos podiam encontrar asilo num santuário e estar sob a protecção da divindade e não podiam ser movidos contra a sua vontade.

## Etimologia
A palavra deriva do verbo grego τέμνω (temnō), "Eu corto". A forma mais antiga atestada da palavra é o grego micênico te-me-no, escrito em escrita silábica Linear B.

## Desenvolvimento histórico
O conceito de temenos surgiu na antiguidade clássica como uma área reservada para a adoração dos deuses. Alguns autores usaram o termo para se referir a um bosque sagrado de árvores, isolado dos espaços de vida cotidiana, enquanto outros usos apontam para áreas dentro do antigo desenvolvimento urbano que são partes de santuários.

## Interpretação psicológica
Carl Jung relaciona o témenos ao círculo mágico ou de encantamento, que atua como um "espaço quadrado" onde o "trabalho" mental pode ocorrer. Este temenos se assemelha, entre outros, a um "jardim de rosas simétrico com uma fonte no meio", no qual um encontro com o inconsciente pode ser alcançado e onde esses conteúdos inconscientes podem ser trazidos com segurança à luz da consciência. Dessa maneira, é possível encontrar o próprio animus /anima, a sombra, o velho sábio (senex) e, finalmente, o eu.